# キャッスルファンタジア アリハト戦記
『キャッスルファンタジア アリハト戦記』（キャッスルファンタジア アリハトせんき）は、2007年8月9日にGN Softwareから発売されたPlayStation 2用シミュレーションRPGである。2014年9月19日にStudio e.go!から、PC移植版を発売。

## ストーリー

### アリハト戦記
2つの国の間で長い戦争が続いていた時代。光明神を崇めるインジェラと、邪心を崇めるルーシエラ。それぞれの舞台は僻地アリハトで激突し、戦いは熾烈を極めていた。やがて戦況が傾き戦力不足に陥ったインジェラは、仕官を要請するカシオス学院の最上級生を兵士として動員することを決定する。突如戦場へ赴くことになった、ヒューイ、グロウ、デュシス。3人の若者たちを待ち受ける命運やいかに。そして、戦乱の行く末は……

### 聖魔大戦
『聖魔大戦』後にそう呼ばれる戦いがあった。だが、その戦いは伝説に語られるようなものではなかった。『光明神』の定める厳密な世襲制をもって統治するもの。そして秩序から逃れようとするもの。はじめは小さな地方反乱から始まった戦いは、人々の思いを巻き込み拡大していく。そして、神聖歴158年。光明神の下に1人の英雄が現れた。物語は、そこから始まる。

## 登場キャラクター

### アリハト戦記

#### インジェラ軍
ヒューイ＝エルザード
声 - 後野祭
物語を通しての主人公。デュシス、グロウともにカシオス学院の士官候補生として修行していた。戦いの中で非凡な知略の冴えを見せる。だが、昼行灯であったり、上司へたてついたりと、なかなかに一筋縄ではいかない性格。
アルテア＝フェリル
声 - ほくとゆりあ
若年ながらもインジュラ軍で有数の戦略家として名の通っている女性。前線で負傷を負ったため、教官としてヒューイ達の学ぶカシオス学院に赴任する。清楚な女性だが、無能な軍人に対しては辛辣な評価を下す。軍内での評価は"喋らなければ美人"。学徒出陣後は生徒達を率いて、戦う。
デュシス＝エンブリオン
声 - 一条和矢
ヒューイの同級生。
グロウ
声 - 岡林歴泰
ヒューイの同級生。
シルエラ＝プリスナー
女学生。

#### ルーシエラ軍
アインマール
声 - 谷俊介
元インジェラ軍所属だったが、ある出来事を境にルーシエラ軍に投降する。いつも酒を欠かさず、無精髭に着崩れた軍服など見た目は単なる酔っ払い。だが戦闘に臨めば持ち前の知略をふるい友軍を勝利へと導く。マユラという少女を庇護しており、常に傍に置いている。アルテアとはかつての同門。
ガヤック＝ランディス
声 - 石塚堅
ルーシエラ軍兵士。戦術士官としてアリハト基地への着任を命じられ、アインマール将軍舞台に配属される。

#### その他参加声優
エンディングのクレジット欄に記載されている声優は以下の通り。
あらいとも、一八、嘉島佑、蝦押丈、原沢勝広、光田まさよし、広末涼、広野大地、桜坂幸平、事務台車、若松洋介、神奈川拳、石井良幸、川角一本松、大畑伸太郎、中村徳也、都夢練豆、内野一、馬並硬太、本多啓吾、榎津まお、彩世ゆう、児玉さとみ、島崎はるか、東かりん、疋田良子、ひと美、有賀桃

### 聖魔大戦
当内容はキャッスルファンタジア〜聖魔大戦〜と内容が重なるため、一部転載。

#### インジェラ軍
ヒューイ＝エルザード
インジェラ軍の第七聖騎士（部隊隊長）。戦術・戦略の天才だが、普段は昼行灯で怠け者。そのため生真面目な軍人や権威・権力を笠に着る官僚に嫌われており、第七聖部隊は当初多くの人からお荷物扱いを受けていた。しかしボルボレード再攻略戦、エベルザードの夜戦において第七聖部隊を率い、その才で状況を的確に把握してインジェラを勝利に導き、その結果物語中盤を終えた頃には周囲からの評価も上昇した。部下を家族のように思っており、彼の部隊もその配属された部下の影響もあってかアットホームな雰囲気を持っている。インジェラ教義や戦争の意義に疑念を抱いているため、周囲の関係もあり大事にはなっていないが度々問題発言になりかねないことを仄めかしている。人の心理を読むのがうまく、色恋にも敏感なところを見せるが、自分自身に向けられる好意に関しては何故か鈍感。使用武器は長剣。SLGパートでは機動力が低く、攻撃力と体力が高い。必殺技は「天地咆哮龍鳴斬」。
アリア＝ガートランド
第七聖部隊の副官で結成時から参加している。しっかり者で、部隊ほぼ唯一の常識人のため、実質的に事務など運営に関わる仕事を一手に行っており、その仕事振りも優秀である。兵法書をよく読み、シナリオ終盤には場数を踏んだことも合わさって、ヒューイ以外の第七聖部隊で唯一「使える」との評価をジュディからも得ている。部隊が任務を真面目に取り組むよう仕向けているが、周囲の影響もありなかなか結果が出ていない。ハンナたちを怒鳴り散らす姿は、第七聖部隊のアットーホームな雰囲気も合わさり正に「お母さん」役となっている。ただし料理や掃除などの家事は壊滅的に苦手。SLGパートでは機動力が高く、攻撃力もそこそこ。必殺技は「神風鳳撃斬」。
ハンナ＝ハミルトン
第七聖部隊の結成時からの隊員。一応部隊では高級士官であるのだがティアやルナールとともに遊ぶことばかり考えているお子様で「じゃんか！」「だかんね！」など独特の台詞回しが特徴。ティアやルナールとともに3バカトリオの一人でヒューイが彼女を甘やかすため、部隊も任務に対して真面目な雰囲気には遠くなっている。自称デュシス様親衛隊でデュシスが結婚した際にはやけ食いした。料理は上手。SLGパートでは貴重な回復・援護魔法担当となっている。使用武器はピコピコハンマー。必殺技は「プリティーハンナアタック」。
ティア・シーレンス
左遷され、ゼベル守備の任についていた際中に配属された第七聖部隊隊員。天真爛漫で優しくて寂しがり、のほほんとした超天然娘で、一応高級士官なのだがハンナ・ルナールと合わせた3バカトリオの一人。動物が大好きな優しい女の子であり、じゃれあう相手もウサギ、ネコ、鹿、デボスズメと多岐にわたる。仲間たちを思いやり、彼らを守るためには、自ら盾となる強さも併せ持つ。釣りが得意。SLGパートでは機動力が低く、攻撃力が高い。使用武器は戟。必殺技は「はいぱーティアぼんばー」。
セシル＝フォーワード
ゼベル郊外の廃墟で孤児10人を養っていた辺境の魔女。第七聖部隊が孤児たちを保護してテルジアへ送った後、ゼベル基地に押し掛け入隊し、後に正式に軍人に登用された。高飛車な性格で「ですわ！」と語尾を上げ高笑いし、実直な物言いからアリアを怒らせてしまうシーンもあるが、実は重度の対人恐怖症でサングラスを外すと人格が豹変し大人しくなる。本質的に子供好きで、手芸や裁縫が得意。鮮やかな赤い髪の持ち主で、二本の触角のようなハネた髪から「辺境の魔女」以外にも「ザリガニ」「赤いゴキブリ」「ロブスター」と多彩なあだ名を持つ。SLGパートでは広範囲攻撃可能な攻撃魔法担当となっている。必殺技は「フォーエレメンタルアルマゲイト」。
ルナール＝セロン
山賊団の頭。自ら義賊として行動している。あからさまな罠でヒューイたちを捕らえ（むしろヒューイが戯れで引っかかった）牢屋に閉じ込めたが、その時の手違いでヒューイに裸を見られてしまったのをきっかけに無理矢理押し掛け女房となって第七聖部隊に加入する。関西弁を使い、ヒューイのことを「ヒューぽん」と呼ぶ。精神年齢が幼くハンナ・ティアと合わせ3バカトリオの一人。SLGパートでは機動力が高く、攻撃力と体力が低め。必殺技は「超必殺五色蝶」。
シルエラ＝プリスナー
第六聖騎士。ボルボレード要塞と対峙し第三聖部隊と共にそこに駐留する部隊を抑える役目を担うが、その際の戦略的及び戦術的失敗により、ボルボレード要塞守備軍に敗北し第六聖部隊も壊滅してしまったため、ヒューイの副官として第七聖部隊に配属される。士官学校時代の師事を受けていた時から、ヒューイのことを想い続けてきており、彼のことを「ヒューイ様」と慕っている。アリアと並び第七聖部隊での常識人の一人だが、ヒューイに甘いため加入後も事務など運営に関わる仕事以外ではアリアの苦労はさほど変わっていない。ボルボレード要塞で敵に捕らえられたときには屈することなく矜持を保っていたおり、敗戦の責任から死ぬことを考えていたが、ルーシエラ軍の将ガヤックに諭されその考えを改める。SLGパートでの使用武器は長刀。必殺技は「神技燕返し」。
ソミア＝アルスタ
ゼベル基地の隊長。彼女の父が武勲により出世し、忍から士分に取り立てられた為、父の死後それを引き継ぎ隊長となっている。インジェラが厳格な世襲制の社会であったため武人の家系でない彼女と部隊は蔑まされ、自分たちの地位と生活を守るために、無理をして功績を挙げていった結果、「殺人狂」との汚名を受けることになる。部隊内では絶大な人望があり、部下からは代償不可能な忠義を尽くされている。半分以上の聖部隊が壊滅したため、ストーリー中盤で第八聖騎士に任命されるが、その後、軍務総裁タルギスタンから出自についてののしる発言をされ逆上してタルギスタンを暗殺する。紆余曲折を経て処刑されることとなり、これがヒューイの行動のひとつの転機となる。忍である為、諜報・謀略・破壊工作が得意。SLGパートでは機動力が高く、体力は低め。使用武器は苦無。必殺技は「月下深影乱風斬」。
デュシス＝エンブリオン
第一聖騎士。士官学校時代からヒューイのことを良く知るヒューイの友人。礼節をわきまえた武人であり武将としても優れていたため、第一聖騎士としてすべての聖部隊の統括を任されている。その態度、性格から中央執行部の官僚や政治家からの評判も良い。ヒューイの戦略・戦術的才能を認めており、彼を煙たがらない人間の一人。後に副官のキャラウェイと結婚する。
キャラウェイ＝ヴェルナーゼ
第一聖部隊の副官。特に戦術戦略面での才能に優れており、ボルボレード夜戦でデュシスの策の危うさに気がつく等その才能ではヒューイに引けを取らない場面も見せているが戦場での全体の把握能力などではヒューイやデュシスに及ばない面も見受けられる。第一聖部隊では軍師的な立場を取っている。

#### ルーシエラ軍
ジュディ＝アンヌマリー
ルーシエラ軍の指揮官の一人。普段は漆黒の鎧に身を包んでいるため黒騎士とも呼ばれる。剣技は凄まじく、決して剣技に劣っているわけではないアリアが手も足も出ないほどである他、戦術家としても優秀である。SLGパートでは機動力はそこそこ、それ以外の能力も平均値以上であり、さらに、攻撃・回復魔法も使える万能キャラクター。必殺技は「天空剣・天魔覆滅」。

## スタッフ

### アリハト戦記
- キャラクターデザイン・原画 - 山本和枝
- シナリオ - 西出明久
- プログラム - MIC
- グラフィック - 高岡嘉子、山本政文、猪瀬コハク、玖月いちい、KAN、ユヅキ、りう、団子茶屋、櫻井響、みちこ、三式荒乃、クス、ななみあつし
- 背景 - 恵丸、MARUKO、なかのたかのり
- タイトルデザイン - 姉御
- 音楽 - ぴょんも
- CVプロデュース - 渡久地誠
- 録音監督 - 名越聡
- 録音助手 - 海沢剛
- CV編集 - 石川洋一、毛
- DTP - 恵丸
- 広報 - 山本和枝
- 演出補佐 - 毛
- 演出監督 - 有原昌顕
- プレイステーション2版スタッフ・プログラマー - 阪本亮、斎藤遥
- プレイステーション2版スタッフ・デザイナー - 梅澤妙
- プレイステーション2版スタッフ・ディレクター - 木下一洋
- プレイステーション2版スタッフ・制作協力 - 楠木葵、岸野卓弥
- プレイステーション2版スタッフ・プロデューサー - 神戸竜治
- プレイステーション2版スタッフ・エグゼクティブプロデューサー - 臼井公久
- CV収録協力 - ログスタジオ
- CV制作 - Tプロジェクトスタジオ
- スペシャルサンクス - あさと、埃、第七聖部隊別動隊
- プレイステーション2版スタッフ・スペシャルサンクス - 高橋章二

## 主題歌
- 曲名：「熱い鼓動感じて」
  - 作詞：CANDY
  - 作曲：ぴょんも
  - 歌：CANDY

### 挿入歌
- 曲名：「CastleFantasia'06」
  - 作詞：Studio e.go!
  - 作曲・編曲：ぴょんも
  - 歌：CANDY
  - MIX：北畑俊明